# Szentkatalin
Szentkatalin ist eine ungarische Gemeinde im Kreis Szentlőrinc im Komitat Baranya. Zur Gemeinde gehören die Ortsteile Karácodfa und Képespuszta.

## Geografische Lage
Szentkatalin liegt 17,5 Kilometer nordwestlich des Komitatssitzes Pécs und 15,5 Kilometer nordöstlich der Kreisstadt Szentlőrinc. Südlich des Ortes liegt die Nachbargemeinde Okorvölgy.

## Geschichte
Die erste schriftliche Erwähnung des Ortes unter dem Namen Zenth Catherina stammt aus dem Jahr 1542. In Dokumenten des Kaisers Leopold I. wurde er 1703 als Szent Katalina bezeichnet. Im 18. Jahrhundert wurden Holzasche und Holzkohle im Ort hergestellt. Eine Schule gab es bereits 1810. Der Ortsteil Karácodfa wurde erstmals 1554 schriftlich unter dem Namen Karácosfalva erwähnt. 1978 entstand die heutige Gemeinde durch den Zusammenschluss von Karácodfa mit Szentkatalin.

## Sehenswürdigkeiten
- Glockenturm mit Weltkriegsdenkmal
- Römisch-katholische Kapelle Szűz Mária neve, erbaut 1898, mit freistehendem Glockenturm, im Ortsteil Karácodfa

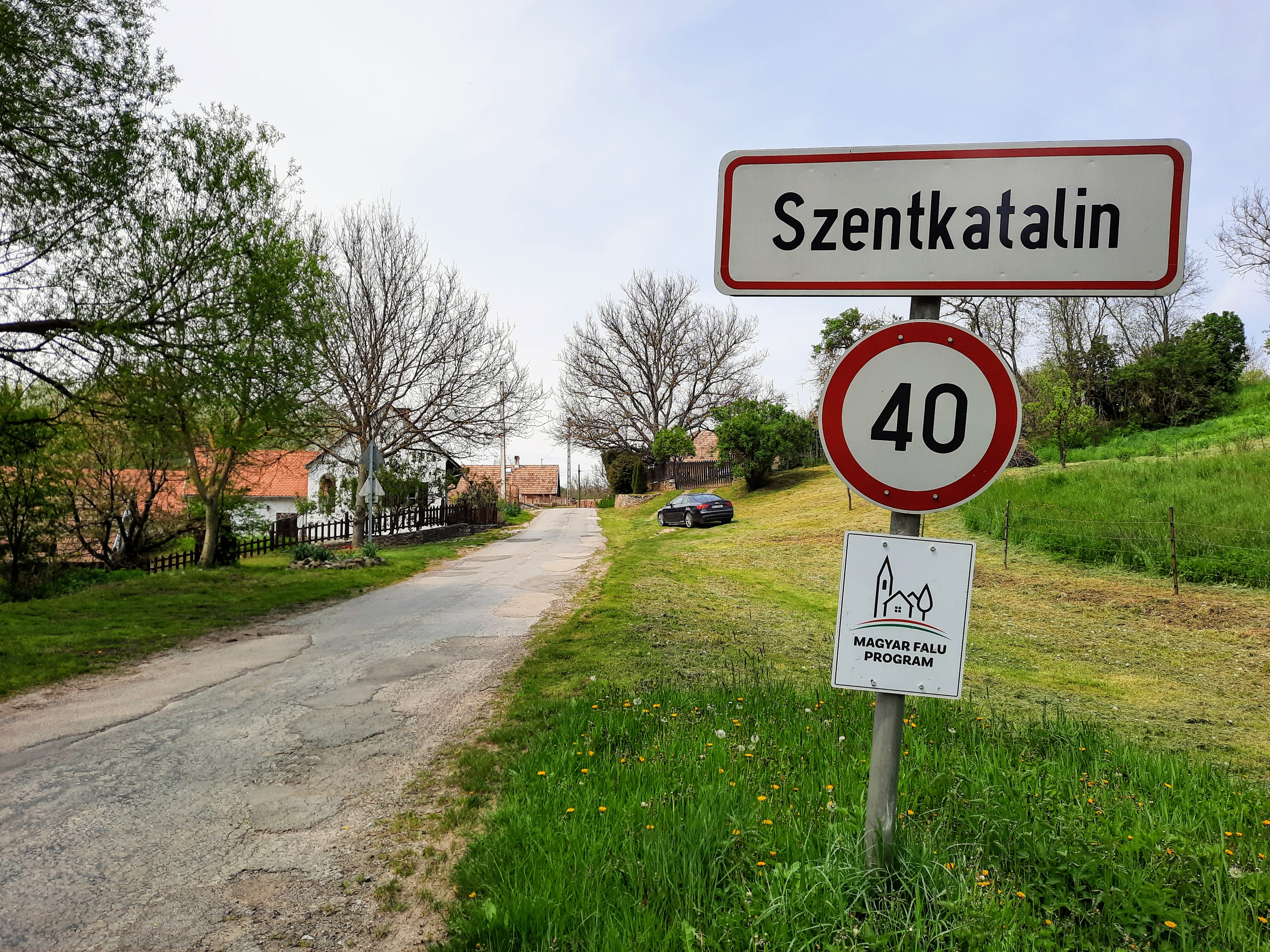
Ortseingang
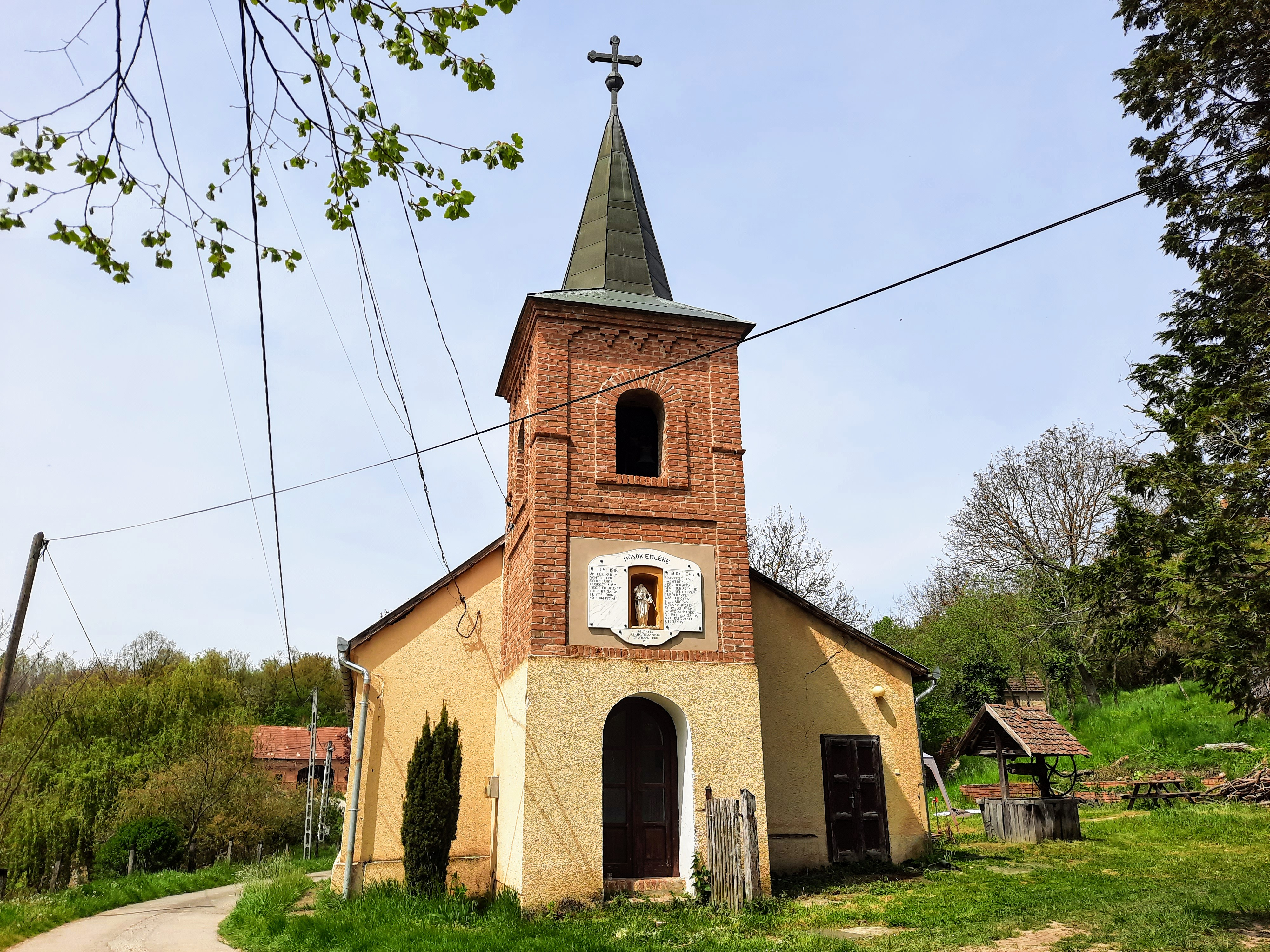
Glockenturm
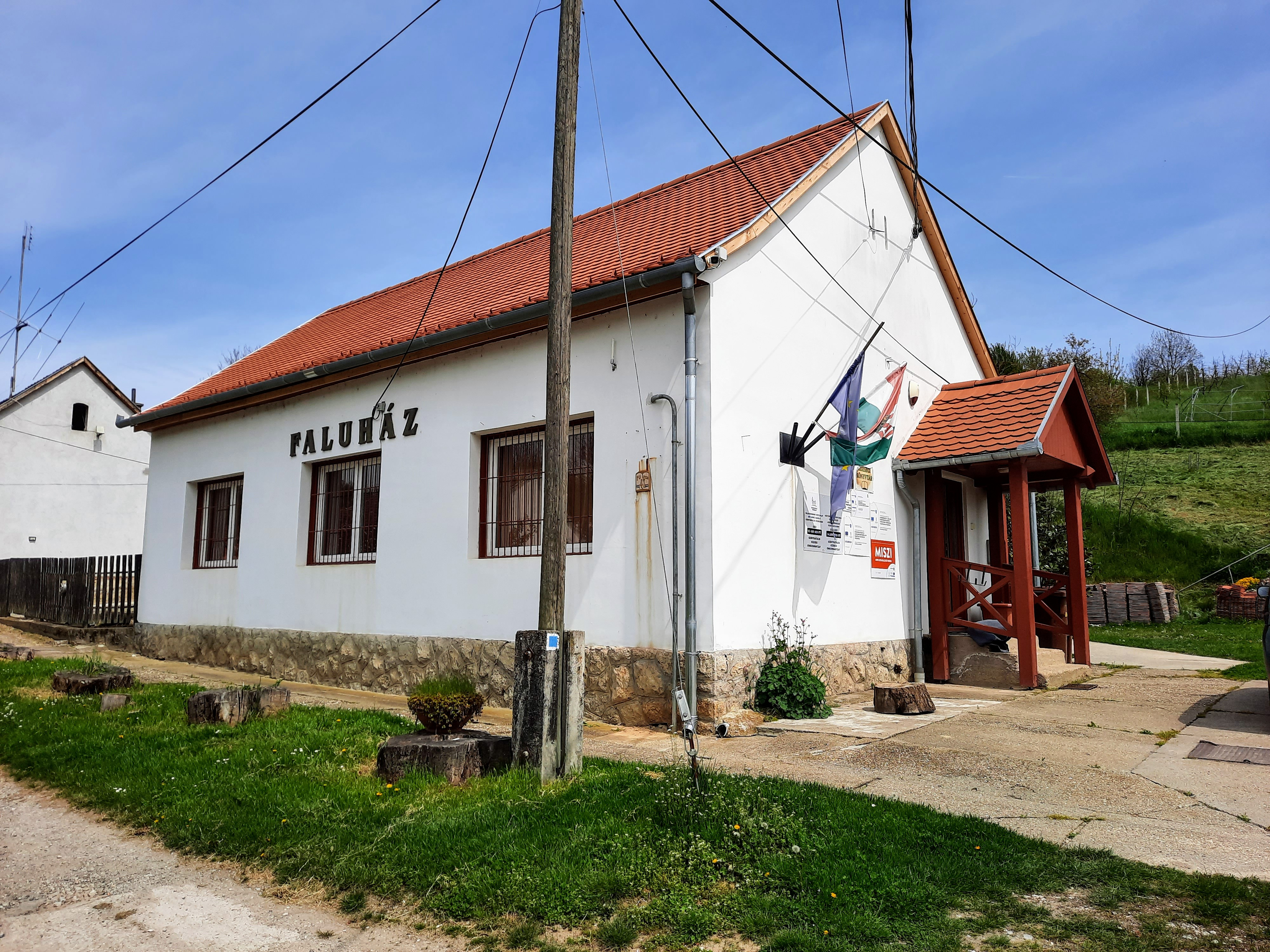
Faluház (Bürgermeisteramt, Bücherei, Arztpraxis)
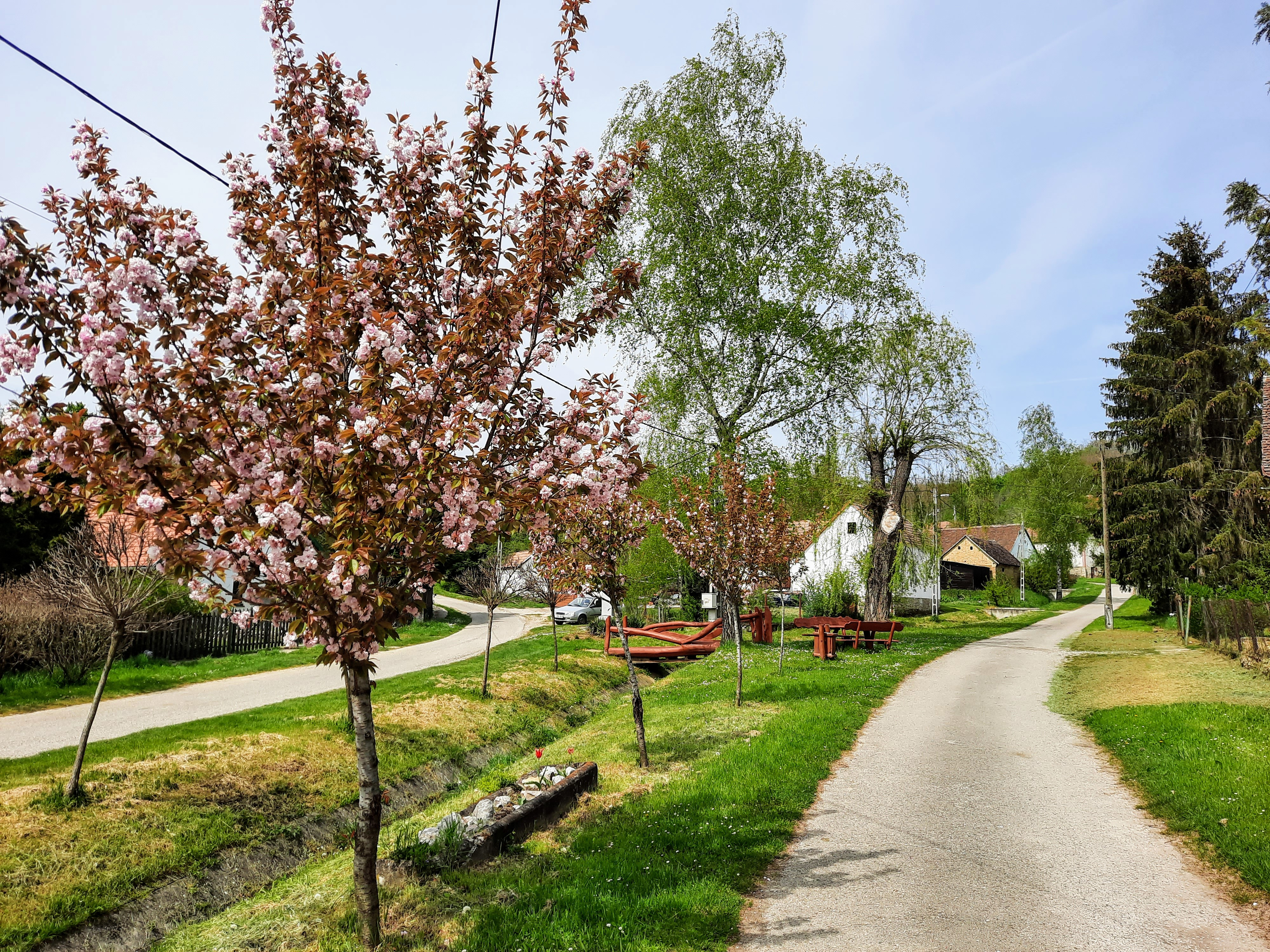
Fő utca (Hauptstraße)

## Verkehr
Durch Szentkatalin ist nur über die Nebenstraße Nr. 66105 zu erreichen. Es bestehen Busverbindungen über Okorvölgy  nach Hetvehely, wo sich der nächstgelegene Bahnhof befindet.